# Glenea ornamentalis
Glenea ornamentalis là một loài bọ cánh cứng trong họ Cerambycidae.